# Новые Пруды (Курская область)
Новые Пруды — хутор в Льговском районе Курской области России. Входит в состав Марицкого сельсовета.

## География
Хутор находится на реке Прутище в бассейне Сейма, в 62 км от российско-украинской границы, в 62 км к северо-западу от Курска, в 13 км к северо-востоку от районного центра — города Льгов, в 4 км от центра сельсовета — села Марица.
Климат
Новые Пруды, как и весь район, расположены в поясе умеренно континентального климата с тёплым летом и относительно тёплой зимой (Dfb в классификации Кёппена).
Часовой пояс
Хутор Новые Пруды, как и вся Курская область, находится в часовой зоне МСК (московское время). Смещение применяемого времени относительно UTC составляет +3:00.

## Население
| 2002 | 2010 |
| ---- | ---- |
| 9    | ↘7   |

## Инфраструктура
Личное подсобное хозяйство. В хуторе 8 домов.

## Транспорт
Новые Пруды находится в 16,5 км от автодороги регионального значения 38К-017 (Курск — Льгов — Рыльск — граница с Украиной) как часть европейского маршрута E38, в 3,5 км от автодороги 38К-023 (Льгов — Конышёвка), в 18 км от автодороги межмуниципального значения 38Н-362 (38К-017 — Николаевка — Ширково), в 2,5 км от автодороги 38Н-437 (38К-023 — Ольшанка — Мармыжи — 38Н-362), на автодороге 38Н-434 (38Н-437 — Красная Дубрава), в 2 км от ближайшего ж/д остановочного пункта 565 км (линия Навля — Льгов I).
В 153 км от аэропорта имени В. Г. Шухова (недалеко от Белгорода).